# Coalició per Bulgària
La Coalició per Bulgària (Коалиция за България o Koalicija za Balgarija, KB) és una aliança de partits polítics de Bulgària, d'orientació centreesquerra liderada pel Partit Socialista Búlgar.

## Història
A les eleccions d'abril de 2021 els partits de la coalició de govern liderada per Boiko Boríssov van perdre escons i cap líder del partit va poder formar un govern de coalició dins del termini desencadenant les eleccions parlamentàries búlgares de juliol de 2021. En novembre de 2021 van coincidir les eleccions presidencials, en què Rumen Radev va revalidar la presidència amb el 66,7% dels vots a la segona volta contra Anastas Gerdzhikov, el candidat del GERB, i les eleccions legislatives, en les què Kiril Petkov de Continuem el Canvi va aconseguir formar govern, en què va entrar la coalició dels socialistes, fins que va perdre una moció de censura i es va convocar noves eleccions el 2 d'octubre del 2022, de les què tampoc va sortir govern, i es van convocar eleccions per abril de 2023,
Després de mesos de negociacions, el 14 de gener de 2025 es va arribar a un preacord per a formar un nou executiu encapçalat per Rosen Zhelyazkov de Ciutadans pel Desenvolupament Europeu de Bulgària (GERB) integrat pels conservadors del GERB, els socialdemòcrates de Coalició per Bulgària (BSP) i el populista Existeix un Poble (ITN), amb el suport d'Aliança pels Drets i les Llibertats (DPS) que no entraria a la coalició tripartida.

## Membres de la coalició
| Any i nom                                 | Partits membres |
| ----------------------------------------- | --- |
| 1991 Unió Pre-Electoral                   | - Partit Socialista Búlgar - Partit Patriòtic del Treball - Partit Nacional Liberal - Partit Republicà Cristià - BLP - Era-3 - FBSM - PKhZhD - SDPD - SMS |
| 1994-97 Esquerra Democràtica              | - Partit Socialista Búlgar - Unió Popular Agrària Búlgara Aleksàndar Stamboliski - Club polític "Ecoglasnost" |
| 2001-05                                   | - Partit Socialista Búlgar - Unió Popular Agrària Búlgara Aleksàndar Stamboliski - Partit Comunista de Bulgària - Unió Civil «Roma» - Partit Verd de Bulgària - Partit dels Socialdemòcrates Búlgars - Moviment Polític "Socialdemòcrates" - Moviment per l'Humanisme Social |
| 2007 Plataforma dels Socialistes Europeus | - Partit Socialista Búlgar - Moviment per l'Humanisme Social |
| 2009                                      | - Partit Socialista Búlgar - Unió Civil «Roma» - Partit Comunista de Bulgària - Moviment per l'Humanisme Social - Partit dels Socialdemòcrates Búlgars - Nova Alba |
| 2013                                      | - Partit Socialista Búlgar - Seguretat i Integració Europea - Partit Comunista de Bulgària - Unió Popular Agrària Búlgara Aleksàndar Stamboliski - Moviment per l'Humanisme Social - Partit dels Socialdemòcrates Búlgars - Nova Alba |
| 2014 BSP - Esquerra de Bulgària           | - Partit Socialista Búlgar - Seguretat i Integració Europea - Unió Popular Agrària Búlgara Aleksàndar Stamboliski - Partit Comunista de Bulgària - Partit dels Socialdemòcrates Búlgars - Moviment per l'Humanisme Social - Unió de Comunistes a Bulgària - Partit dels Comunistes Búlgars - Ecoglasnost - Nova Alba - Socialdemòcrates - Socialdemocràcia Unida |
| 2017 BSP per a Bulgària                   | - Partit Socialista Búlgar - Partit dels Socialdemòcrates Búlgars - Partit Comunista de Bulgària - Unió Popular Agrària Búlgara Aleksàndar Stamboliski - Ecoglasnost - Nova Alba - Trakiya |
| 2021 (I) BSP per a Bulgària               | - Partit Socialista Búlgar - Partit Comunista de Bulgària - Unió Popular Agrària Búlgara Aleksàndar Stamboliski - Ecoglasnost - Nova Alba - Trakiya |
| 2021 (II) BSP per a Bulgària              | - Partit Socialista Búlgar - Partit Comunista de Bulgària - Alternativa per al Renaixement Búlgar - Moviment per l'Humanisme Social - Ecoglasnost - Esquerra Búlgara - Consell de la Comunitat Científica i Cultural Europea - Federació de Consumidors de Bulgària - Moviment de candidats no partidistes - Comitè Nacional per a la Protecció dels Interessos Nacionals - Nova Alba - Trakiya - Poder Popular - Estat Normal - Unió per la Pàtria - Bloc Units del Treball |
| 2021 (III) BSP per a Bulgària             | - Partit Socialista Búlgar - Partit dels Socialdemòcrates Búlgars - Partit Comunista de Bulgària - Alternativa per al Renaixement Búlgar - Moviment per l'Humanisme Social - Ecoglasnost - Esquerra Búlgara - Primavera Búlgara - Consell de la Comunitat Científica i Cultural Europea - Federació de Consumidors de Bulgària - Per al Desenvolupament Social i Cívic - Moviment de candidats no partidistes - Comitè Nacional per a la Protecció dels Interessos Nacionals - Sindicat Nacional "Protecció" - Nova Alba - Trakiya - Poder Popular - Estat Normal - Unió per la Pàtria - Bloc Units del Treball |
| 2022-23 BSP per a Bulgària                | - Partit Socialista Búlgar - Ecoglasnost - Trakiya |
| 2024 (I) BSP per a Bulgària               | - Partit Socialista Búlgar - Ecoglasnost - Trakiya - MIR |
| 2024 (II) BSP - Esquerra Unida            | - Partit Socialista Búlgar - Partit Comunista de Bulgària - Seguretat i Integració Europea - Alternativa per al Renaixement Búlgar - Socialdemocràcia búlgara – Euroesquerra - Moviment per l'Humanisme Social - Moviment 21 - Dempeus.BG - Primavera Búlgara - Ecoglasnost - Trakiya - MIR - Unió per la Pàtria |

## Resultats electorals
| Eleccions legislatives búlgares | Eleccions legislatives búlgares | Eleccions legislatives búlgares | Eleccions legislatives búlgares | Eleccions legislatives búlgares | Eleccions legislatives búlgares | Eleccions legislatives búlgares |
| Elecció                         | Vots                            | %                               | Escons                          | +/–                             | Govern                          |                                 |
| ------------------------------- | ------------------------------- | ------------------------------- | ------------------------------- | ------------------------------- | ------------------------------- | ------------------------------- |
| 1991                            | 1,836,050                       | 33.14 (2n)                      | 106 / 240                       | Nou                             | Oposició                        |                                 |
| 1994                            | 2,262,943                       | 43.50 (1r)                      | 125 / 240                       | 19                              | Majoria                         |                                 |
| 1997                            | 939,308                         | 22.44 (2n)                      | 58 / 240                        | 73                              | Oposició                        |                                 |
| 2001                            | 783,372                         | 17.15 (3r)                      | 48 / 240                        | 10                              | Oposició                        |                                 |
| 2005                            | 1,129,196                       | 30.95 (1r)                      | 82 / 240                        | 34                              | Coalició                        |                                 |
| 2009                            | 748,114                         | 17.70 (2n)                      | 40 / 240                        | 42                              | Oposició                        |                                 |
| 2013                            | 942,541                         | 26.61 (2n)                      | 84 / 240                        | 44                              | Coalició                        |                                 |
| 2014                            | 505,527                         | 15.40 (2n)                      | 39 / 240                        | 45                              | Oposició                        |                                 |
| 2017                            | 955,490                         | 27.19 (2n)                      | 80 / 240                        | 41                              | Oposició                        |                                 |
| Abr 2021                        | 480,146                         | 15.01 (3r)                      | 43 / 240                        | 37                              | Anticipades                     |                                 |
| Jul 2021                        | 365,695                         | 13.39 (3r)                      | 36 / 240                        | 7                               | Anticipades                     |                                 |
| Nov 2021                        | 266,667                         | 10.12 (4t)                      | 26 / 240                        | 9                               | Coalició                        |                                 |
| 2022                            | 232,958                         | 8.98 (5è)                       | 25 / 240                        | 1                               | Anticipades                     |                                 |
| 2024 (I)                        | 151.557                         | 6,85 (5è)                       | 19 / 240                        | 4                               | Anticipades                     |                                 |
| 2024 (II)                       | 184,403                         | 7.32 (5è)                       | 20 / 240                        | 1                               | Oposició                        |                                 |